# Kakoplévri
Kakoplévri är en ort i Grekland.   Den ligger i prefekturen Trikala och regionen Thessalien, i den centrala delen av landet, 280 km nordväst om huvudstaden Aten. Kakoplévri ligger 889 meter över havet och antalet invånare är 271.
Terrängen runt Kakoplévri är huvudsakligen kuperad, men åt sydväst är den bergig. Runt Kakoplévri är det mycket glesbefolkat, med 6 invånare per kvadratkilometer. Närmaste större samhälle är Diáva, 19,8 km sydost om Kakoplévri. 